# 蜂蜜★皇帝
蜂蜜★皇帝（はちみつえんぺらー）は、岐阜県を拠点に名古屋、大阪、北陸、九州など全国でライブ活動する岐阜発！！メルヘンロックアイドルである。通称はちペラ。

## 経歴
2015年に元「岐阜濃know姫隊」の3名により結成。蜂をモチーフとした衣装、ロックだけどどこかメルヘンな楽曲。
2022年7月1日、日本ご当地アイドル活性協会が選ぶ『2022年上半期（第18回）アイドルセレクト10』に選出される。
2024年4月、6月に開催されるクロちゃん主催の大型フェス「クロフェス2024 ～5周年だよ！全員集合！だしん！～」にて岐阜県代表として選出が発表。
2025年6月1日、大阪・関西万博「地方創生SDGsフェス」に出演。
2025年7月31日、2025年上半期アイドルセレクト10に選出。

## メンバー
| 氏名                         | ニックネーム | 誕生日                 | 出身   | イメージカラー | X(旧Twitter)   | 備考                 |
| ---------------------------- | ------------ | ---------------------- | ------ | -------------- | -------------- | -------------------- |
| 紅羽まりん （くれは まりん） | まりりん     | ????年5月23日          | 岐阜県 | 赤             | @kurehamarin   | センター             |
| 星乃純奈 （ほしの じゅんな） | じゅんな     | 2001年2月12日（24歳）  | 岐阜県 | オレンジ       | @junna_hachi   | 柳ケ瀬プロレス練習生 |
| 夢乃なつみ （ゆめの なつみ） | なっちゃん   | 2003年12月27日（21歳） |        | 緑             | @yumenonatsumi |                      |

### 元メンバー
| 氏名                             | ニックネーム        | 誕生日                | 出身   | イメージカラー | 活動期間                                                  | 備考                                                                           |
| -------------------------------- | ------------------- | --------------------- | ------ | -------------- | --------------------------------------------------------- | ------------------------------------------------------------------------------ |
| 七碧ティナ （ななみ てぃな）     | ティナ              | ????年5月23日         | 愛知県 | 青             | 2016年7月10日 - 2016年11月1日                             | Bee×SWATへ移籍                                                                 |
| 小山里奈 （こやま りな）         | りなちゅう          | ????年1月27日         | 岐阜県 | 水色           | 2015年11月13日 - 2017年2月6日                             | 元 岐阜濃know姫隊 初期メンバー                                                 |
| 結城みゆ （ゆうき みゆ）         | みゆりん            | ????年1月13日         | 愛知県 | 紫             | 2015年11月13日 - 2017年6月18日                            | 元 岐阜濃know姫隊 初期メンバー                                                 |
| 未下ともみ （みもと ともみ）     | ともみん            | ????年3月22日         |        | ピンク         | 2016年11月18日 - 2017年6月26日                            |                                                                                |
| 天星るな （あまほし るな）       |                     | ????年12月24日        |        | 水色           | 2017年2月27日 - 2017年8月12日                             | Bee×SWATより移籍                                                               |
| 上条あいこ （かみじょう あいこ） |                     | ????年9月11日         |        | 紫             | 2017年7月22日 - 2017年9月30日                             |                                                                                |
| 岸本れん （きしもと れん）       | れんれん            | ????年5月23日         |        | 白             | 2016年5月29日 - 2017年12月25日                            | 元 はっぴー☆かみんぐ                                                           |
| 橘ひらり （たちばな ひらり）     | ひらりー            | 1999年1月11日（26歳） | 三重県 | オレンジ       | 2017年6月27日 - 2018年1月13日                             |                                                                                |
| 小枝茉由 （こえだ まゆ）         | こえだ              | ????年4月6日          |        | ピンク         | 2017年9月3日 - 2018年9月5日                               | mielへ移籍                                                                     |
| 竹下さな （たけした さな）       | さななん            | ????年10月28日        |        | 水色           | 2017年6月27日 - 2018年2月12日                             | 元 革命戦隊レジスタンス 2024年現在、福井のご当地タレント もりゆか として活動中 |
| 有栖川雛姫 （ありすがわ ひなき） |                     | ????年3月17日         |        | 水色           | 2018年2月13日 - 2018年5月8日                              | 現 バーサス・プロダクション所属                                                |
| 有安ねね （ありやす ねね）       | ねねちゃん          | ????年3月29日         |        | 紫             | 2017年11月25日 - 2019年9月30日                            |                                                                                |
| 緒方れみ （おがた れみ）         | れみたす            | ????年3月1日          |        | 赤             | 2015年11月13日 - 2020年5月31日                            | 元 岐阜濃know姫隊 初期メンバー                                                 |
| 一美戀 （にのまえ にこ）         | みこ氏              | ????年12月9日         |        | オレンジ       | 2018年1月14日 - 2020年8月30日                             | 7FACE8より移籍                                                                 |
| 小桜舞 （こざくら まい）         | こざくら ざくちゃん | ????年9月19日         |        | 紫             | 2021年9月6日 - 2021年10月15日                             | mielへ移籍                                                                     |
| 白咲叶恋 （しろさき かれん）     |                     | 1999年8月29日（25歳） |        | 白             | 2019年4月15日 - 2019年12月9日                             |                                                                                |
| 桜井乃愛 （さくらい のあ）       |                     | ????年7月9日          | 大阪府 | 紫             | 2021年10月16日 - 2022年4月28日                            |                                                                                |
| 北条みなみ （ほうじょう みなみ） | なんちゃん みなみ   | ????年3月15日         | 愛知県 | ピンク/白      | 2018年9月5日 - 2020年9月5日 2022年7月31日 - 2023年4月27日 | 元 Le☆miel 現 Le☆miel                                                          |
| 百未葵 （ももみ あおい）         | ちゃんあお          | ????年10月13日        | 兵庫県 | 青             | - 2023年8月26日                                           | 元 GourDollS（ぐるどるず） 元 スマイルジェネレーション                         |
| 風間遊馬 （かざま ゆま）         | ゆまあああ          | ????年9月14日         | 千葉県 | 緑             | - 2023年9月17日                                           | センター                                                                       |
| 神向エレナ （かんざき えれな）   | 超絶美少女♥えれたん | ????年11月28日        | 兵庫県 | ピンク         | 2019年12月16日 - 2024年3月16日                            | 元 天空音パレード                                                              |
| 柊のん（ひいらぎ のん）          | のん                | 2007年7月20日（18歳） | 岐阜県 | ピンク         | 2023年12月25日 - 2025年4月20日                            |                                                                                |
| 一ノ瀬はる （いちのせ はる）     | はるる              | 2002年4月4日（23歳）  | 東京都 | 水色           | 2023年9月22日 - 2025年7月27日                             |                                                                                |

## 出演

### 舞台
- 名古屋ガールズ演劇プロジェクト第6弾「Bad ∞ End ∞ Night」（2025年3月14日 - 3月16日、愛知県芸術劇場 小ホール） - 一ノ瀬はる：メイコ 役